# 泰馬辛
33°1′19″N 6°1′22″E / 33.02194°N 6.02278°E

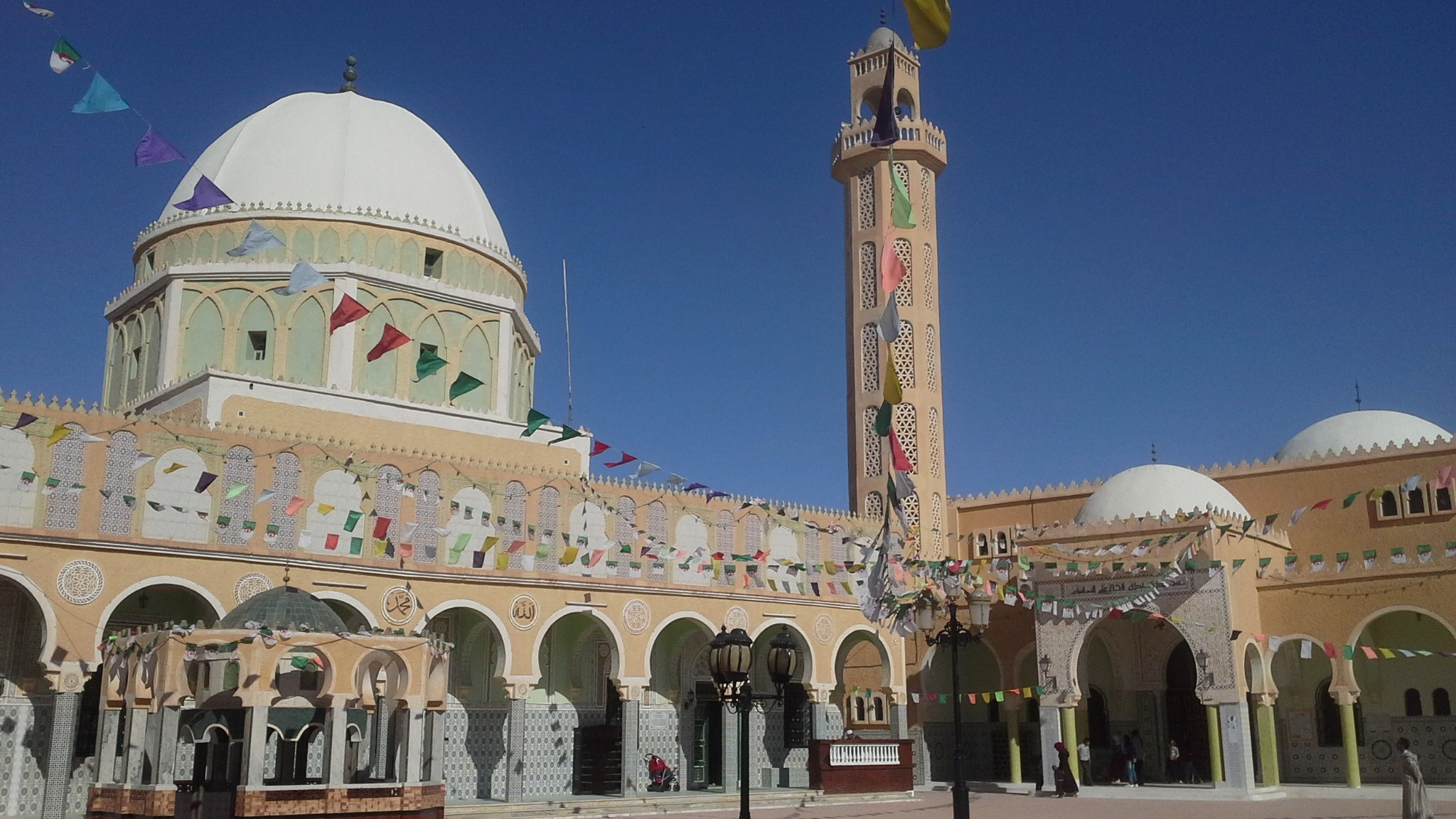
泰馬辛

泰馬辛（阿拉伯语：‎），是阿爾及利亞的城鎮，位於該國東部，由瓦爾格拉省負責管轄，是泰馬辛區的首府，面積300平方公里，海拔高度82米，2008年人口20,067，人口密度每平方公里67人。